# Vitalismo

Raffigurazione di Venere, principio della vita e della fertilità che nasce dall'acqua

Il vitalismo è una corrente di pensiero che esalta la vita intesa principalmente come forza vitale energetica e fenomeno spirituale, al di là del suo aspetto biologico materiale.

## Principi
Il vitalismo ritiene che i fenomeni della vita, costituiti da una "forza" particolare, non siano riconducibili interamente a fenomeni chimici, ed in particolare che vi è una netta demarcazione tra l'organico e l'inorganico, che la vita sulla terra ha avuto un'origine divina e non solo da un'evoluzione risalente a circa 3800 milioni di anni fa, come sostengono i biologi contemporanei.
Il vitalismo può essere anche inteso, nell'ottica nicciana e dannunziana, come l'esaltazione della vita senza limiti né freni ideologici o morali, come la ricerca del godimento (dionisiaco), come la celebrazione dell'istinto e di quella volontà di potenza che apparterrebbe solo a pochi eletti, i quali sanno imporre il proprio comando sui più deboli. Questa forza può così rigenerare un mondo che Nietzsche e D'Annunzio ritengono esausto. 

In una tale ottica l'evoluzionismo non sarebbe in contrasto col vitalismo, ma darebbe anzi la conferma che la natura si serve della selezione naturale al fine di perpetuare la propria volontà di vivere attraverso la sopravvivenza dei migliori. A differenza del vitalismo dannunziano, che nelle sue manifestazioni racchiude molti degli elementi tipici dell'estetismo decadente, il vitalismo nietzschiano va considerato anche nella sua accezione dionisiaca di accettazione tragica della vita, di un'accettazione tout court della vita, finanche nei suoi aspetti più truci e sofferenti.

## Storia

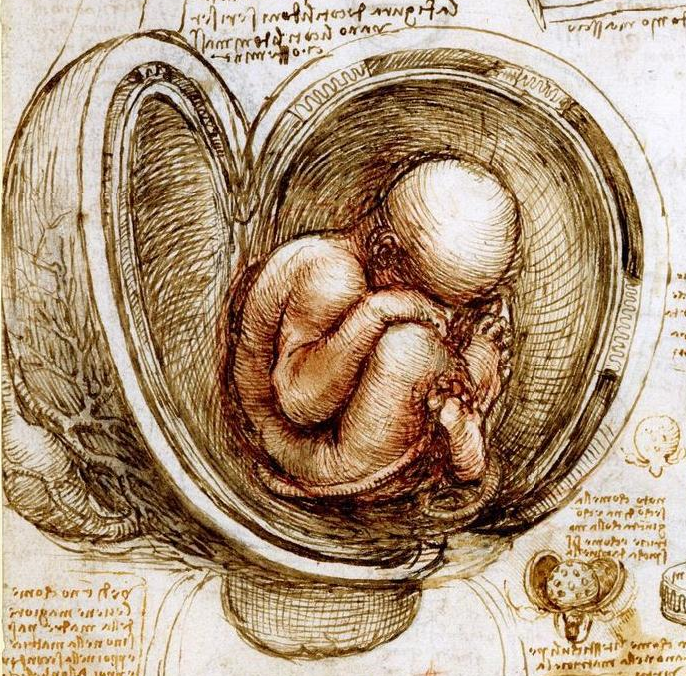
Bambino nel grembo materno disegnato da Leonardo da Vinci (1511 circa)

Pur con radici antiche, il vitalismo si è sviluppato come sistema teorico tra la metà del Settecento e la metà dell'Ottocento. Si tratta di una concezione ereditata in gran parte dal neoplatonismo e dalla filosofia rinascimentale, secondo cui le idee platoniche, oltre a trascendere il mondo, sono anche immanenti alla natura, diventando la ragione costitutiva dei singoli organismi e di tutto ciò che esiste. Il cosmo, in quest'ottica, risulta animato da un principio intelligente, veicolato in esso da una comune e universale Anima del mondo. Se Leibniz proseguì sulla stessa lunghezza d'onda, attribuendo vita e capacità di pensiero anche alla materia inerte, e schierandosi contro il meccanicismo di Cartesio e degli empiristi, Schelling vedeva invece nel vitalismo una concezione irrazionale e perciò da scartare, in quanto affine al noumeno kantiano, preferendo piuttosto parlare di evoluzionismo finalistico: questo era da lui concepito agli antipodi sia del vitalismo, ma anche del determinismo meccanico, che è incapace di cogliere la profonda unità che pervade la natura, riducendola ad un assemblaggio di singole parti.
Dopo aver trovato espressione anche nella poetica di Giacomo Leopardi, il vitalismo riemerse nel Novecento con Bergson, il quale, in una rinnovata polemica contro il determinismo e il materialismo, torna ad affermare che la vita biologica, come del resto la coscienza, non è un semplice aggregato di elementi composti che si riproduce in maniera sempre uguale a se stessa. La vita invece è una continua e incessante creazione che nasce da un principio assolutamente semplice, non rieseguibile deliberatamente, né componibile a partire da nient'altro.

### Tentativi di spiegazione in laboratorio
Sucht erst den Geist heraus zu treiben,

Dann hat er die Teile in seiner Hand,

Fehlt, leider! nur das geistige Band.

Encheiresin naturae nennt's die Chemie,

si cerca sempre innanzitutto di cavarne la vita;

allora si ha la mano piena di frammenti inerti,

a cui manca solo - purtroppo - il nesso della vita.

La chimica le dà il nome di encheiresin naturae:

si burla di se stessa e nemmeno se ne avvede.»
(Mefistofele rivolto a una giovane matricola universitaria, nel Faust di Goethe, vv. 1936-41)

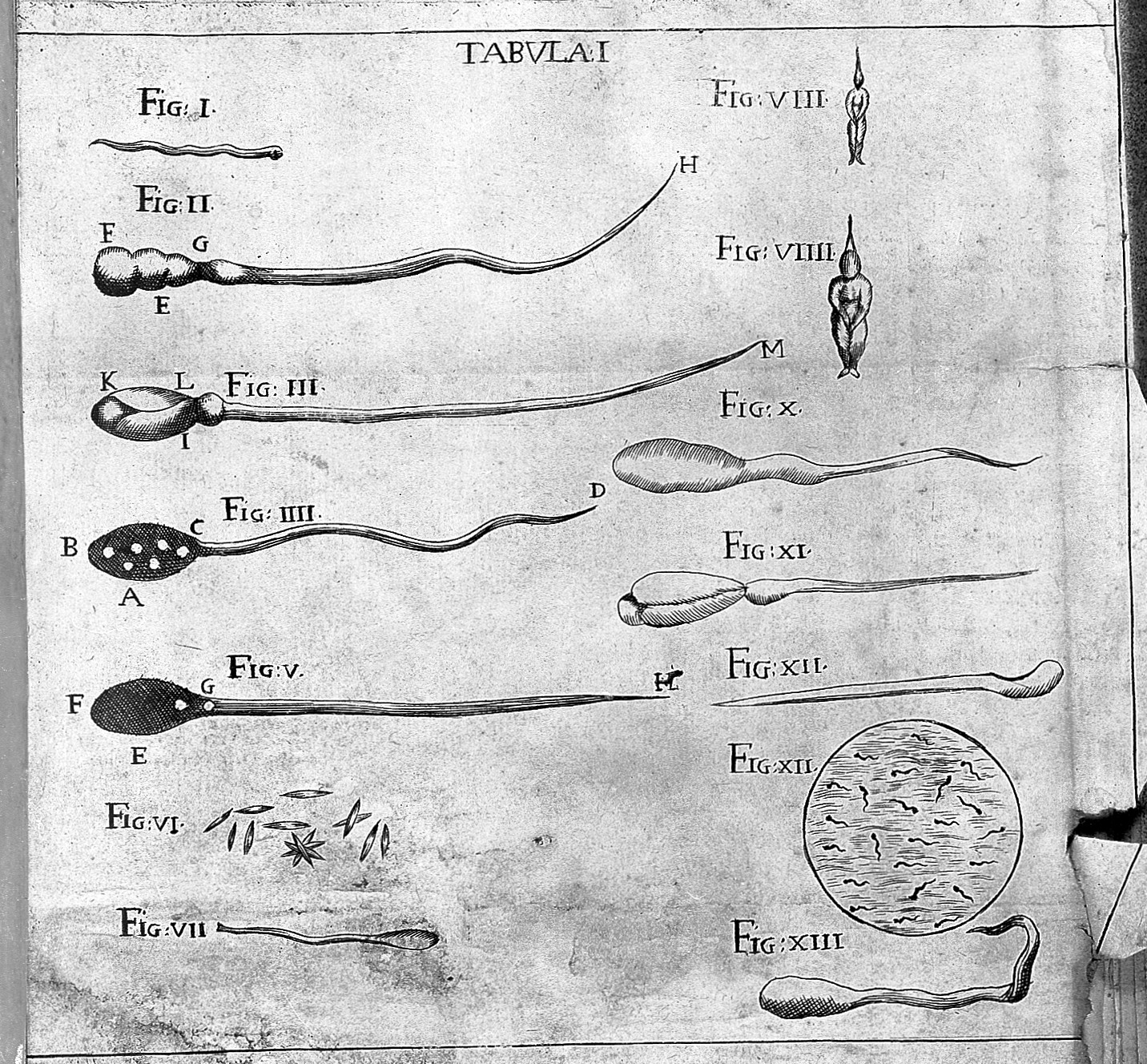
Figure di omuncoli disegnate da Antonio Vallisnieri (1721), ritenuti i semi in grado di operare la generazione dell'uomo

Dal punto di vista biologico ci sono stati diversi tentativi di costruire la vita in laboratorio partendo da basi il più possibile scientifiche, per cercare di ridurre gli aspetti maggiormente irrazionali della concezione della vita, o per poterne dare delle spiegazioni quantomeno plausibili.
I più importanti sviluppi della biochimica e dell'ingegneria genetica sono stati i seguenti:
- Nel 1828 il chimico tedesco Friedrich Wöhler, in collaborazione con Justus von Liebig, effettua la prima sintesi organica, la sintesi dell'urea.
- Nel 1859 viene pubblicata la teoria dell'evoluzione di Darwin.
- Nel 1897 Eduard Buchner dimostra che la fermentazione può avvenire anche senza cellule di lievito vive ma solo con loro estratti.
- Nel 1935 Wendell Meredith Stanley cristallizza il primo virus, il virus del mosaico del tabacco.
- Negli anni 1932-1934 Harold Urey prepara i primi composti organici deuterati.
- Nel 1953 Stanley Miller ottiene per sintesi le prime molecole organiche.

Si tratta però, allo stato, di procedimenti meramente meccanici, che nulla dicono sul perché un certo composto dovrebbe dare la vita a differenza di un altro. Tali esperimenti si limitano a rieseguire in laboratorio i procedimenti naturali di generazione della vita, senza che questi siano compresi a fondo; proprio perché ne sono un'imitazione, tali procedimenti sembrano non differire qualitativamente da quelli operanti in natura.
Secondo il paleontologo Teilhard de Chardin, che studiando la storia dell'evoluzione della Terra elaborò la cosiddetta legge di complessità e coscienza, esiste all'interno della materia una tendenza a diventare maggiormente complessa e al tempo stesso ad accrescere una propria coscienza, passando dallo stato inanimato a quello via via più evoluto. La coscienza sarebbe dunque il fine nascosto a cui tendono le leggi della natura, e che potrebbe essere in grado di spiegarle. Il biologo e filosofo Hans Driesch ricorse al termine aristotelico entelechia per designare questa forza vitale in grado di strutturare la materia organica secondo leggi immateriali.
Il desiderio di costruire la vita totalmente al di fuori delle vie naturali ricorre invece soprattutto nella fantascienza; a questo filone appartiene ad esempio il romanzo Frankenstein di Mary Wollstonecraft Shelley del 1818.